# Lîman Druhîi, Reșetîlivka
Lîman Druhîi (în ucraineană Лиман Другий) este localitatea de reședință a comunei Lîman Druhîi din raionul Reșetîlivka, regiunea Poltava, Ucraina.

## Demografie
Componența lingvistică a localității Lîman Druhîi
     Ucraineană (97,49%)
     Rusă (1,97%)
     Alte limbi (0,54%)
Conform recensământului din 2001, majoritatea populației localității Lîman Druhîi era vorbitoare de ucraineană (97,49%), existând în minoritate și vorbitori de rusă (1,97%).